# Gasthof (Kirchhaslach)

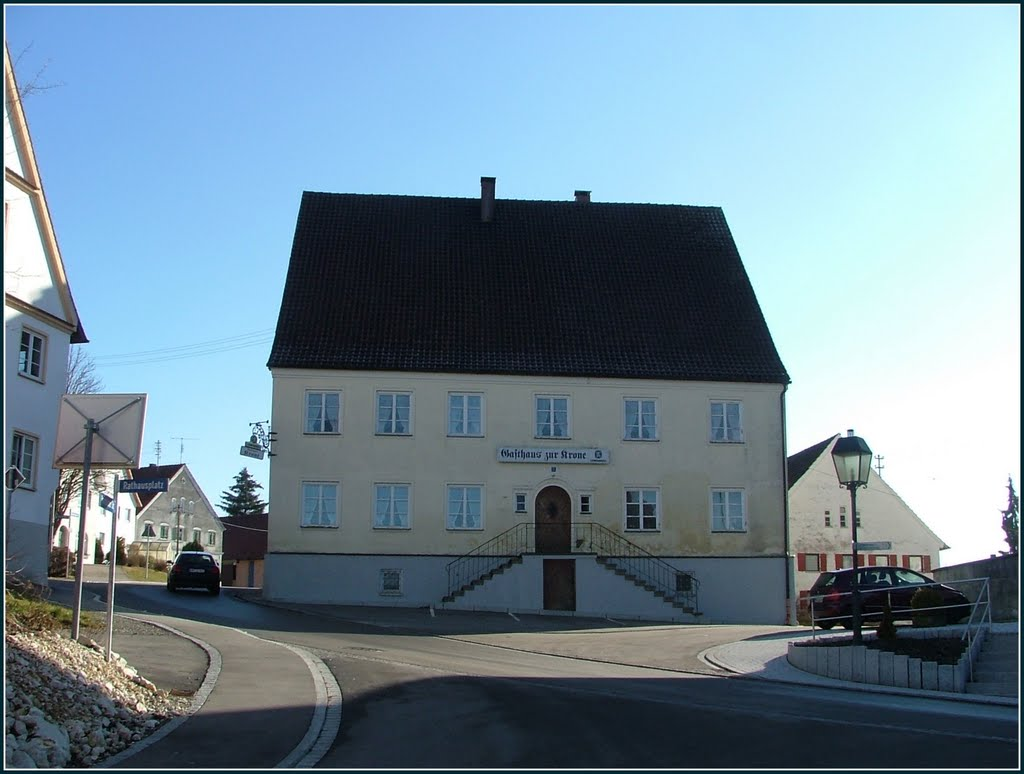
Gasthof in Kirchhaslach

Der Gasthof in Kirchhaslach, mit der Adresse Rathausplatz 4, im Landkreis Unterallgäu in Bayern ist ein denkmalgeschütztes Gebäude aus der Mitte des 18. Jahrhunderts. Das Gebäude begrenzt den Platz östlich der Kirche Mariä Himmelfahrt. Es ist ein zweigeschossiges Traufhaus mit profiliertem Traufgesims. Eine doppelläufige Freitreppe befindet sich an der nördlichen Hauptfront mit sechs Achsen, welche zum rundbogigen Eingang mit einer neuen Segmentverdachung führt. Die Giebelschrägen sind profiliert.